# 张冬辰
张冬辰（1962年11月—），河北冀州人。1983年毕业于成都电讯工程学院（现电子科技大学）无线电遥控遥测专业；1999年获得西安交通大学管理学院工商管理专业硕士。2018年2月任中国电子信息产业集团总经理。现任中国卫星网络集团党组书记、董事长。

## 简历
1998年12月，任信息产业部第五十四研究所副所长。2004年3月，任中国电子科技集团第五十四研究所所长。
2008年3月，任中国电子科技集团公司副总经理，中国电子信息产业集团有限公司副总经理。2018年2月，任中国电子信息产业集团有限公司总经理。2021年4月，出任中国卫星网络集团党组书记、董事长。